# Deutsek-Pásztai Géza
Deutsek-Pásztai Géza (Görgényszentimre, 1892. október 30. – Kolozsvár, 1971. március 22.) romániai magyar jogász, újságíró.

## Életútja
A marosvásárhelyi református főgimnázium elvégzése után a kolozsvári egyetemen szerzett állam- és jogtudományi doktorátust. 1922-től ügyvéd Bánffyhunyadon. A Kós-féle "kalotaszegi frakció" tagjaként 1924-ben a brassói nagygyűlésen élesen támadta az OMP vezetőségét; 1927-ben a Magyar Néppárt titkára lett, s azóta Kolozsvárt működött.
Politikai cikkeivel a napisajtóban, néhány verssel a Zord Idő hasábjain szerepelt. Tornya Gyula csákovai ügyvéddel együtt elkészítette s kibocsátotta A Népkisebbségi Törvény tervezete (Kolozsvár. 1928) című kiadványt. 1930-tól az SZDP egyik vezetője, szakszervezeti jogtanácsos, a magánalkalmazottak és magántisztviselők országos egyesületének erdélyi elnöke. Részt vett az antifasiszta ellenállásban. 1945-től 1948-ig a munkajog tanára a Bolyai Tudományegyetemen. 1949-ben a szocialista törvényesség megsértésével bebörtönözték, 1960-ban rehabilitálták.